# Pitshane Molopo
Pitshane Molopo is een dorp in het district Southern in Botswana. De plaats telt 1945 inwoners (2011).